# 마르가리타 폰 바덴 공녀

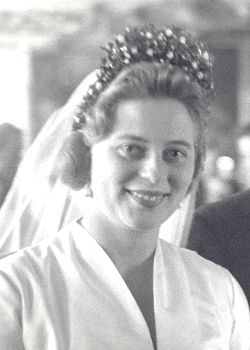
마르가리타 폰 바덴 공녀

바덴 공녀 마르가리타(Princess Margarita of Baden, 1932년 7월 14일 ~ 2013년 1월 15일)는 베르톨트 폰 바덴 변경백과 그리스와 덴마크의 공주 테오도라의 고명딸이었다. 그녀는 찰스 3세 왕의 가장 오래된 생존 사촌이자 엘리자베스 2세 여왕과 에든버러 공작 필립의 가장 오래된 생존 조카였다.